# Мститель (фильм, 1959, Италия)
«Мститель» («Дубровский») — итальянский фильм 1959 года режиссёра Уильяма Дитерле, вольная экранизация повести А. С. Пушкина «Дубровский».

## Сюжет
Владимир Дубровский возвращается из Петербурга в свое родовое имение, где застает умирающего отца и узнает, что все его земли и крепостных обманным путем забрал себе хозяин соседнего поместья. Организовав отряд из крестьян, отказавшихся подчиняться новому хозяину, наш герой собирается восстановить справедливость и отомстить своему обидчику.

## В ролях
- Джон Форсайт — Владя Дубровский
- Розанна Скьяффино — Маша
- Пауль Дальке — Дубровский-старший
- Уильям Дитерле — Кирила Петрович
- Нерио Бернарди — князь Верейский
- Джулио Доннини — Пафнутьич
- Иоханна Хофер — Мария Егоровна
- Гвидо Челано — председатель суда
- Сима Яничиевич — офицер
- Йован-Бурдуш Янчиевич — Стива
- Миливое Попович-Мавид — Боба
- Илия Джувалековски — Иван Иванович
- Драгомир Фельба — Григорий
- Велимир Живоинович — солдат
- Владимир Медар — смотритель зверинца
- Станко Буханац — кучер

## О фильме
Для режиссера фильма Уильяма Дитерле этот фильм был первым после его возвращения из Голливуда в Европу.
Съёмки фильма велись в Югославии, с привлечением местных актёров.
Премьера фильма состоялась в феврале 1959 года в Риме, Италия, в Югославии фильм был представлен в августе на Международном кинофестивале в Пуле.
В прокате США фильм получил название «Dubrowsky» («Дубровский»), а в прокате Германии — «Der Rebell von Samara» («Самарский бунтарь»).

Тот же сюжет, что и «Чёрный орел», породил этот фильм, хороший в целом, хотя и суховатый. Действие оставляет зрителя равнодушным и — за исключением некоторых редких моментов — не дает абсолютно никаких острых ощущений и не вызывает интереса.Оригинальный текст (англ.)Lo stesso soggetto di L 'Aquila Nera ha dato vita a questo film, buono nel suo insieme, anche se freddo. L’azione lascia lo spettatore indifferente e — salvo alcuni rari momenti — non dà assolutamente alcun brivido, né suscita interesse.— Ettore Fecchi, «Intermezzo», 4, 28/2/ 1959